# Кара Осман
Кара Осман (азер. Qara Yuluq Osman Bəy; тур. Kara Yülük Osman Bey; 1356 – 1435) је био вођа Туркмeнске племенске федерације Ак Којунлу (Бели Ован), са краја 14. и почетка 15. века, ова федерација племена обухватала је подручја данашњих држава: Турске, Ирана, Азербејџана и Ирака. 

## Име
Рођен је као Баха-уд-Дин Осман и касније је добио надимак Кара Илук или Кара Јулук што значи "Црна пијавица". Међутим, Џон Е. Вудс тврди да је ово тумачење сумњиво пошто је „пијавица“ у савременом турском језику сулук, а не иулук, што значи обријан или гладак.

## Младост
Осман-бег је био син Факхр-уд-Дин Кутлуга, и вероватно његове жене Гркиње, принцезе Марије Велике Комнин, сестре цара Алексија III од Трапезунта. Процењује се да је рођен око 1356. године  Према византијским и Ак Којунлу изворима, касније се оженио својом рођаком по мајци, ћерком цара Алексија III и његове супруге царице Теодоре Кантакузин. 
Плашио се намера своје браће Ахмеда и Пир Алија када су се придружили султану Кади Бурхан ал-Дину од Сиваса. На крају је убио своје противнике и преузео њихову територију 1398. године, али се повукао из Ерзинџана након доласка Османлија под емиром Сулејманом Челебијем.

## Владавина
Када је кан Тимур извршио инвазију на Кавказ и источну Анадолију, Ак Којунлу је стао на његову страну и борио се заједно са Тимуридима против Османлија. За своје услуге, Осман-бег је 1402. године, добио Дијарбакир. Након ове експедиције, покушао је да учврсти своју превласт у југоисточној и источној Анадолији. Године 1407. додатно је повећао свој углед поразивши мамелучке емире. Међутим, није успео против бега Кара Јусуфа, који је освојио Азербејџан победивши Тимуровог унука емира Абу Бакра. Године 1412. поразио га је бег Кара Јусуф код Ерганија. Када га је бег Кара Јусуф поново поразио 1417. године, склопио је мировни споразум са бегом Кара Јусуфом, који је трајао годину дана. Године 1418. опколио је и опљачкао Мардин, наводећи бега Кара Јусуфа да поново крене на њега. Био је поражен и побегао је у Алеп. Две године касније, опседао је Ерзинџан и победио Јакуба, сина бега Кара Јусуфа. Године 1421. поново је покушао да заузме Мардин, али га је султан Кара Искандар поразио. Даље је проширио своју територију преговарајући о Урфи и Ерзинџану. Поделио је своју земљу тако што је дао Бајбурт свом синовцу Кутлуг Бегу, Терцан свом другом синовцу и Шебинкарахисар свом сину Јакубу. Од Дулкадирида је узео и Харпут, који је дао свом сину Али Бегу. Мамелуци су 1429. године, опљачкали Урфу и њену околину, па чак и заробили једног од Османових синова, Хабил Бега, који је умро у престоници Каиру 1430. године. Исте године мамелучки султан Барсбај кренуо на Амид, али Мамелуци нису постигли значајан успех. Године 1432. освојио је Мардин. Године 1434, након што је султан Кара Искандар опљачкао Ширван, султан Халилулах I је затражио помоћ од Осман-бега. Опседао је и заузео Ерзурум од Кара Којунлуа и дао град свом сину шеику Хасану. У августу 1435. године, поражен је од султана Кара Искандара у околини Ерзурума, и убрзо умире.

## Наслеђе
Трансформација племенске конфедерације Ак Којунлу у регионалну силу догодила се под Осман-бегом. Како је повећавао своју моћ, почео је да развија и темеље персо-исламске администрације. Међутим, истовремено је задржао снажну приврженост сопственим номадским коренима, као и својим турским коренима из Средње Азије. Ово је илустровано у догађају где је подстицао своје следбенике да поштују снагу огузског наслеђа који потврђује валидност, цитирајући јасак (традиционални скуп неписаних закона) у том процесу. Ова порука опреза коју је Осман-бег упутио својим следбеницима има сличности са Џингис-кановом јасом, или концептом монголске торе а коју је султан Бабур поменуо када је поменуо неке наслеђене монголске традиције својих тимуридских рођака.
Осман-бег је такође упозорио своје следбенике да не усвајају седелачки градски живот, јер је веровао да ће то довести до нестанка „суверенитета, традиције и слободе“. Џингис-кан је једном упозорио своје монголске следбенике истом врстом поруке. Ове Осман-бегове примедбе биле су истовремене са покушајима османског султана Мурата II које су имали за циљ да поново подстакну централноазијске огузске корене своје династије, што је, одраз разорног османског пораза код Ангоре, сматрао неопходним за јачање османске власти.
Осман-бегов унук султан Узун Хасан би био први владар Ак Којнулуа који је отворено кренуо у кампању чији је циљ трансформација племенске конфедерације Ак Којунлу у персо-исламски султанат.

## Деца
Имао је седам познатих синова:
- Ибрахим бег (умро 1408. године)
- Абел бег - заробљен од стране Мамелука 1429. године
- Али Бег
- Хамза Бег
- Увеис Бег
- Хасан Бег
- Јакуб Бег

Имао је ћерку:
- Рукаија Султан, удата 1401. године, за Сидија Ахмеда, сина Миран Шаха[10]